# Margarita Ponomaryova
Pour les articles homonymes, voir Ponomariova.
Margarita Khromova-Ponomaryova, en russe : Маргарита Хромова-Пономарева (née le 19 juin 1963 à Balkhash (République socialiste soviétique kazakhe) et morte le 16 septembre 2021[réf. nécessaire]) est une athlète soviétique puis russe spécialiste du 400 mètres haies.
Elle fut détentrice du record du monde de cette discipline pendant plus d'un an avec un temps de 53 s 38 établi à Kiev le 14 juin 1984.

## Carrière

### Palmarès
| Date                                                       | Compétition                                     | Lieu                                            | Résultat                                        | Épreuve                                         | Performance                                     |
| En tant que représentante de l'Union soviétique            | En tant que représentante de l'Union soviétique | En tant que représentante de l'Union soviétique | En tant que représentante de l'Union soviétique | En tant que représentante de l'Union soviétique | En tant que représentante de l'Union soviétique |
| ---------------------------------------------------------- | ----------------------------------------------- | ----------------------------------------------- | ----------------------------------------------- | ----------------------------------------------- | ----------------------------------------------- |
| 1981                                                       | Championnats d'Europe juniors                   | Utrecht                                         | 3e                                              | 400 m haies                                     | 57 s 45                                         |
| 1981                                                       | Championnats d'Europe juniors                   | Utrecht                                         | 2e                                              | 4 × 400 m                                       | 3 min 31 s 41                                   |
| 1989                                                       | Universiade d'été                               | Duisbourg                                       | 1re                                             | 400 m haies                                     | 57 s 03                                         |
| 1989                                                       | Universiade d'été                               | Duisbourg                                       | 3e                                              | 4 × 400 m                                       | 3 min 28 s 60                                   |
| 1990                                                       | Championnats d'Europe                           | Split                                           | 5e                                              | 400 m haies                                     | 55 s 22                                         |
| 1991                                                       | Championnats du monde en salle                  | Séville                                         | 2e                                              | 4 × 400 m                                       | 3 min 27 s 95                                   |
| 1991                                                       | Coupe d'Europe des nations                      | Francfort                                       | 1re                                             | 400 m haies                                     | 54 s 42                                         |
| 1991                                                       | Coupe d'Europe des nations                      | Francfort                                       | 1re                                             | 4 × 400 m                                       | 3 min 21 s 77                                   |
| 1991                                                       | Championnats du monde                           | Tokyo                                           | 8e                                              | 400 m haies                                     | 55 s 27                                         |
| 1991                                                       | Finale du Grand Prix IAAF                       | Barcelone                                       | 3e                                              | 400 m haies                                     | 50 pts                                          |
| En tant que représentante de l'Équipe unifiée de l’ex-URSS |                                                 |                                                 |                                                 |                                                 |                                                 |
| 1992                                                       | Jeux olympiques d'été                           | Barcelone                                       | 6e                                              | 400 m haies                                     | 54 s 83                                         |
| 1992                                                       | Coupe du monde des nations                      | La Havane                                       | 3e                                              | 400 m haies                                     | 56 s 46                                         |
| 1992                                                       | Coupe du monde des nations                      | La Havane                                       | 2e                                              | 4 × 400 m                                       | 3 min 30 s 43                                   |
| En tant que représentante de la Russie                     |                                                 |                                                 |                                                 |                                                 |                                                 |
| 1993                                                       | Championnats du monde                           | Stuttgart                                       | 3e                                              | 400 m haies                                     | 53 s 48                                         |
| 1993                                                       | Championnats du monde                           | Stuttgart                                       | 2e                                              | 4 × 400 m                                       | 3 min 18 s 38                                   |

### Records
| Épreuve          | Performance | Lieu      | Date         |
| ---------------- | ----------- | --------- | ------------ |
| 400 mètres haies | 53 s 48     | Stuttgart | 19 août 1993 |